# Dymiąca Piwnica
Dymiąca Piwnica – jaskinia w Beskidzie Żywieckim. Wejście do niej znajduje się w masywie Babiej Góry, w południowym zboczu Sokolicy, w pobliżu szczytu, na terenie Babiogórskiego Parku Narodowego, na wysokości 1337 m n.p.m. Długość jaskini wynosi 86,5 metrów, a jej deniwelacja 10,5 metrów. 

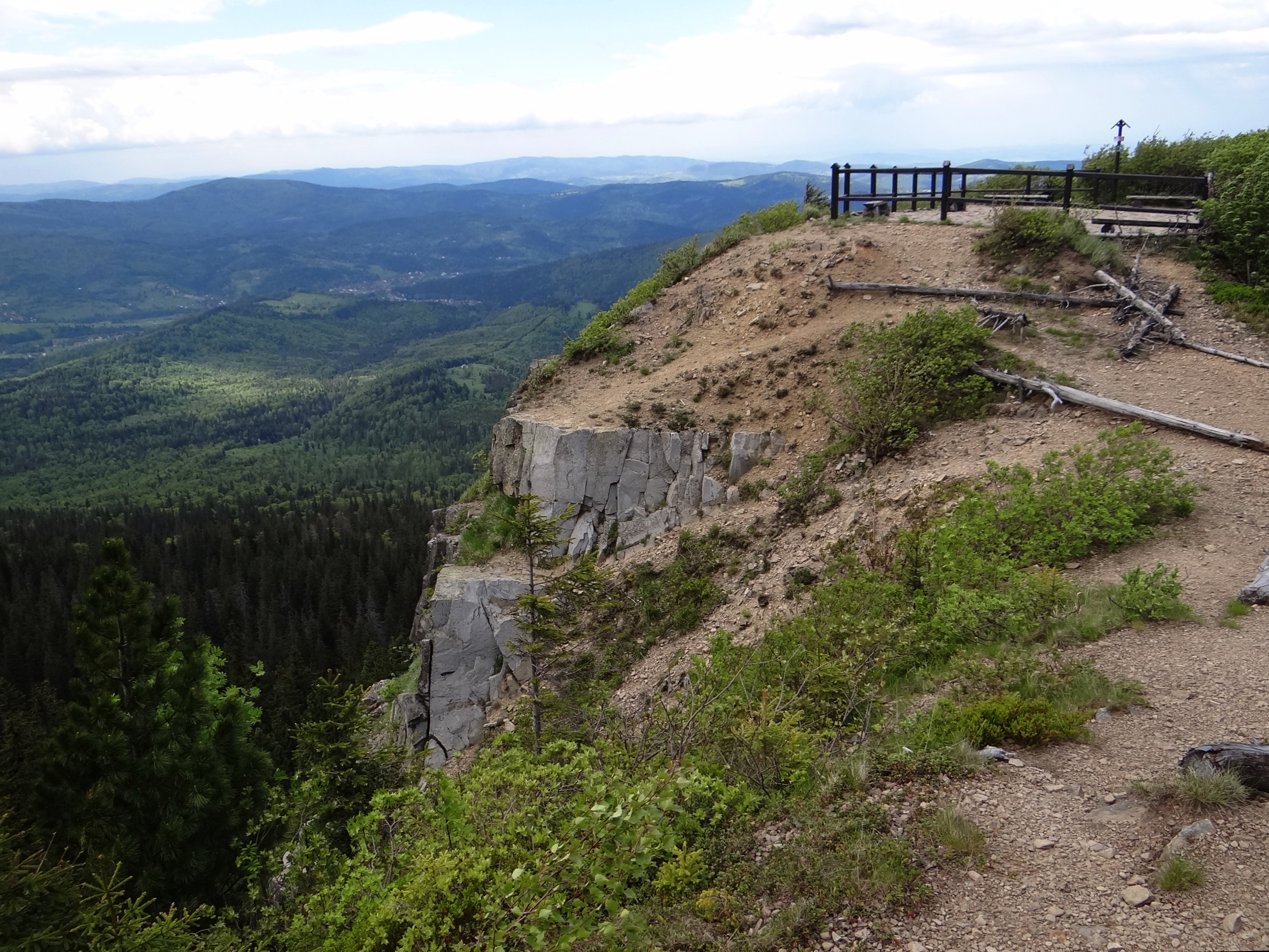
Platforma widokowa i urwisko Sokolicy

## Opis jaskini
Za dużym otworem wejściowym znajduje się niewielka salka. Odchodzą z niej trzy ciągi:
- tuż przy wejściu zaczyna się szczelinowy korytarz prowadzący do małej salki. Odchodzą z niej dwa krótkie korytarzyki
- na północ odchodzi krótki korytarzyk
- w północno-zachodniej części salki znajduje się niewielki próg, za którym znajduje się duża sala (7 m długości i 2,5 m szerokości). Odchodzą z niej trzy krótkie korytarze, w tym jeden zaczynający się w studzience pośrodku sali[1].

## Przyroda
Jaskinia jest typu osuwiskowego. Nie ma w niej nacieków. Ściany są suche, brak jest na nich roślinności.
Jaskinia jest ważnym miejscem rojenia nietoperzy. Jest ich tutaj 8 gatunków: nocek duży, nocek Bechsteina, nocek Natterera, nocek orzęsiony, nocek Brandta, nocek wąsatek, nocek rudy i gacek brunatny. Można w niej również spotkać pająki oraz szczerbówkę ksienię.

## Historia odkryć
Jaskinię odkryli  P. Hotała i B. Tabak z Babiogórskiego Parku Narodowego w 2005 roku. Jej opis i plan sporządzili J. Pukowski i Cz. Szura w 2005 roku.